# Regina Ullmann

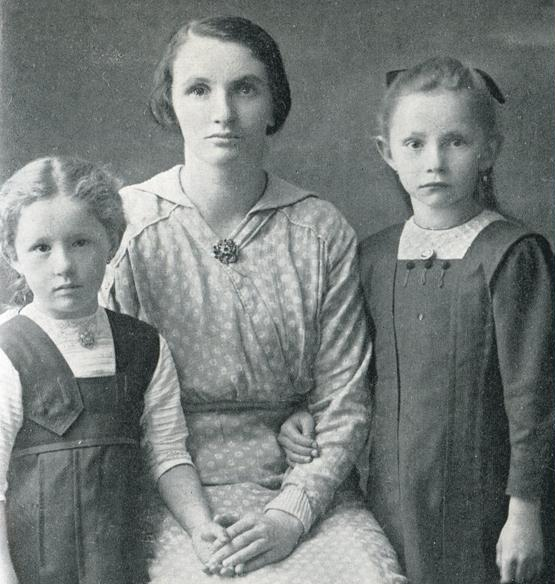
Camilla, Regina und Gerda Ullmann

Regina Ullmann, auch Rega genannt (* 14. Dezember 1884 in St. Gallen, Schweiz; † 6. Januar 1961 in Ebersberg, Oberbayern), war eine österreichisch-schweizerische Dichterin und Erzählerin.

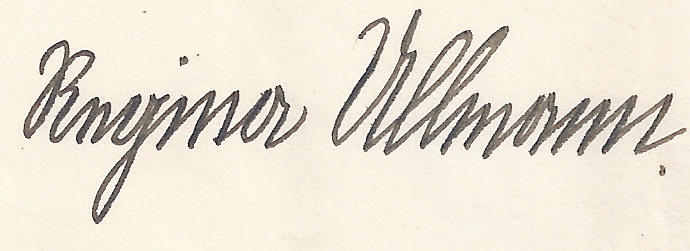
Regina Ullmann. Signatur 1934

## Leben
Regina Ullmann wurde als zweite Tochter des jüdisch-österreichischen Stickerei-Kaufmanns Richard Ullmann (1842–1889) und seiner deutschen Ehefrau Hedwig Ullmann (1859–1938) geboren. Die Familie war im vorarlbergischen Hohenems heimatberechtigt. Anscheinend war die Tochter ein hochsensibles und zugleich schwerfälliges Kind mit Sprach- und Schreibhemmungen, so dass sie zunächst nicht in die Volksschule aufgenommen wurde. In einem St. Galler Privatinstitut erhielt sie dann die erhoffte Förderung, um ab 1896 die Primar- und Sekundarschule zu absolvieren.
1902 zogen sie und ihre Mutter nach München. Sie arbeitete zeitweise an der Bayerischen Staatsbibliothek und besuchte mit der Mutter Kurse für Literatur und Kunstgeschichte. Und sie fand Zugang zu bekannten Dichtern wie Ina Seidel, Hans Carossa, Ludwig Derleth und Rainer Maria Rilke. Ab 1908 führte sie einen Briefwechsel mit Rilke, der später zu ihrem Mentor und Förderer wurde und dem sie dann 1912 zum ersten Mal begegnete.
Im Januar 1906 hatte Regina Ullmann in Wien ihre nichteheliche Tochter Gerda geboren. Sie stammte aus einer Beziehung mit dem Ökonomen Hanns Dorn. Am 18. Juli 1908 wurde in München ihre zweite nichteheliche Tochter Camilla (1908–2000) geboren. Der Vater des Kindes war der Psychoanalytiker Otto Gross.   Die Mutter musste beide Kinder bei Pflegeeltern aufwachsen lassen. 1911 konvertierte sie in Altötting zur katholischen Kirche. Sie galt seither als eigenwillige, christlich orientierte Erzählerin. Charakteristisch für ihre Werke sind ihre „fromme“ Zuneigung zu den kleinen Dingen und den einfachen Menschen wie auch ihr behutsamer, detailtreuer Schreibstil.
Unverheiratet, ohne erlernten Beruf, zeitweise an schweren Depressionen leidend, an ihrer eigenen Mutter hängend, wurde sie – von ihren Lesungen abgesehen – erst mit ihrem (ersten) Erzählband Die Landstraße allmählich bekannt. Dank der Vermittlung durch Rilke erhielt sie die nötigen finanziellen Zuwendungen, zuerst von ihrem Verleger Anton Kippenberg, später von Schweizer Mäzenen und katholischen Hilfswerken. Um 1920 lernte sie weitere Dichterkollegen kennen: Thomas Mann, Robert Musil, Max Pulver und Albert Steffen, dann 1923 Carl Jacob Burckhardt.
1936 musste sie, aus dem Schutzverband Deutscher Schriftsteller ausgeschlossen, Deutschland verlassen und kehrte über mehrere Stationen in der Schweiz, in Österreich und Italien 1938 nach St. Gallen zurück. Dort lebte sie bis kurz vor ihrem Tod in einem katholischen Pflegeheim. 1950 erhielt sie das Schweizer Bürgerrecht.
Nach dem Krieg erfuhr Regina Ullmann eine gewisse Anerkennung als Schriftstellerin: 1949 wurde sie als außerordentliches Mitglied in die Bayerische Akademie der Schönen Künste aufgenommen. Im selben Jahr erschien ein Beitrag zu ihr und ihrem Werk von Olga Brand in der Publikation der Schweizer Büchergilde Gutenberg über Schweizer Dichterinnen, 1954 ein Eintrag im Lexikon der Frau sowie von ihren Freunden ein Buch zum 70. Geburtstag. Ihre Heimatstadt St. Gallen verlieh ihr im selben Jahr den Kulturpreis. Seit 1955 war sie Mitglied der Deutschen Akademie für Sprache und Dichtung.
Ihre letzten Lebensmonate verbrachte Ullmann unter der Obhut ihrer Tochter Camilla. Sie starb am Dreikönigstag 1961 im bayrischen Ebersberg und wurde in Feldkirchen bei München begraben.

## Werke

### Originalausgaben

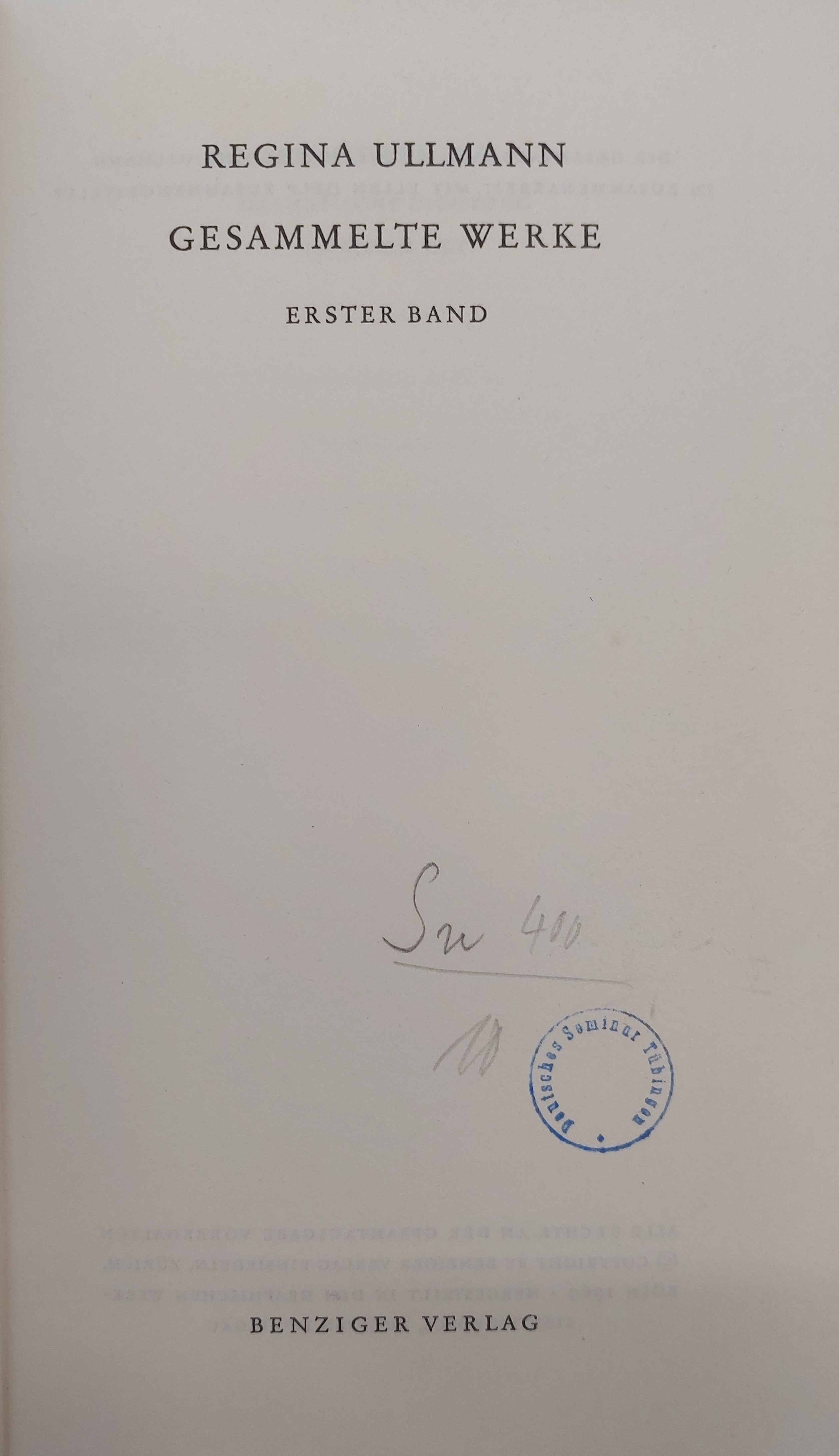
Gesammelte Werke (1960)

- Die Feldpredigt. Dramatische Dichtung. Demuth, Frankfurt am Main 1907 (1916: Insel-Bücherei 178/1)
- Von der Erde des Lebens. Dichtungen in Prosa (mit einem Geleitwort von Rainer Maria Rilke). Frauen-Verlag, München/Leipzig 1910.
- Gedichte. Insel, Leipzig 1919.
- Die Landstraße. Erzählungen. Insel, Leipzig 1921.
- Die Barockkirche von einer Votivtafel herab gelesen und ausführlich berichtet, zugleich mit etlichen Volkserzählungen. Grethlein/Seldwyla, Zürich 1925.
- Der Traum von dem Engel. Erzählung. In: Der Zwiebelfisch. Zeitschrift über Bücher, Kunst und Kultur (hg. v. Wolfgang von Weber), 20. Jahrgang, Heft 2, Sonderbeilage. Hans von Weber Verlag, München 1927.
- Vier Erzählungen. Enthält: Das Telegramm, Modenwarengeschäft der Frau Laura Nägeli, Der verlorene Kreuzer, Von einem Aussätzigen. In einer Auflage von 150 nummerierten Abzügen mit der Hand auf Zanders-Bütten gedruckt. Rupprecht-Presse (Band 48), München 1930.
- Vom Brot der Stillen. Erzählungen, 2 Bände. Rentsch, Erlenbach-Zürich 1932.
- Der Apfel in der Kirche und andere Geschichten. Herder, Freiburg im Breisgau 1934.
- Der Engelskranz. Erzählungen. Benziger, Einsiedeln/Köln 1942.
- Madonna auf Glas und andere Geschichten. Benziger, Einsiedeln/Köln 1944.
- Erinnerungen an Rilke. Briefe des Dichters und die Genfer Ansprache von Carl Jacob Burckhardt für Regina Ullmann. Tschudy, St. Gallen 1945.
- Der ehrliche Dieb und andere Geschichten. Gute Schriften, Basel 1946.
- Von einem alten Wirtshausschild. Erzählungen. Benziger, Einsiedeln/Zürich 1949.
- Die schwarze Kerze. Erzählungen. Benziger, Einsiedeln/Zürich 1954.
- Gesammelte Werke. 2 Bände, zusammengestellt von Regina Ullmann und Ellen Delp. Benziger, Einsiedeln/Zürich 1960.

### Neuere Ausgaben

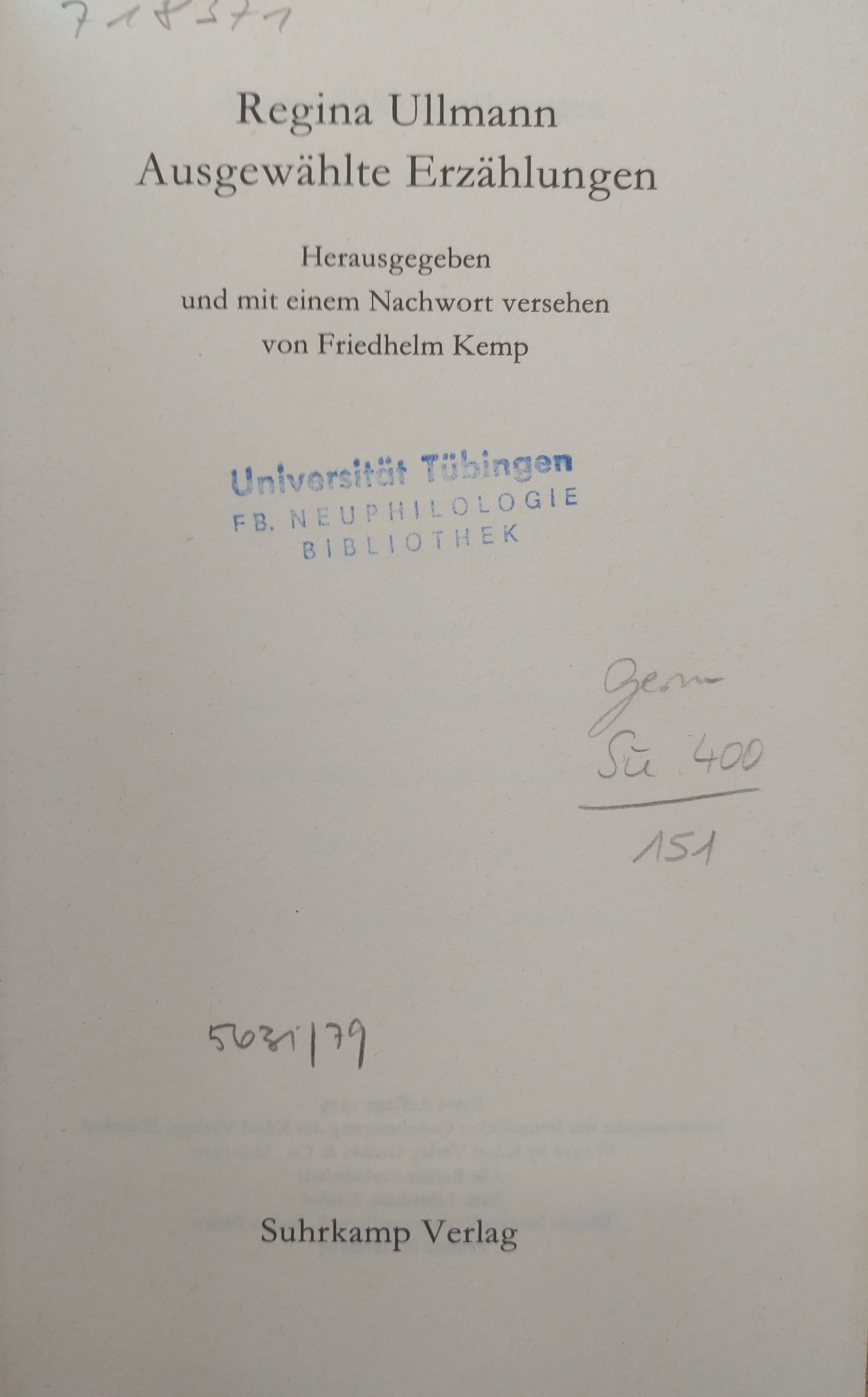
Ausgewählte Erzählungen (1979)

- Kleine Galerie. Eine Auswahl aus ihren Erzählungen. Mit einer Einführung in Leben und Werk von Elisabeth Antkowiak. St. Benno, Leipzig o. J. (1975).
- Erzählungen, Prosastücke, Gedichte. 2 Bände, zusammengestellt von Regina Ullmann und Ellen Delp. Neu hg. v. Friedhelm Kemp. Kösel, München 1978.
- Ausgewählte Erzählungen. Hg. v. Friedhelm Kemp. Suhrkamp (BS 651), Frankfurt am Main 1979.
- Goldener Griffel. Und andere Erzählungen. Schumacher-Gebler, München 1984, ISBN 3-920856-42-2.
- Ich bin den Umweg statt den Weg gegangen. Ein Lesebuch. Hg. v. Charles Linsmayer. Huber, Frauenfeld 2000, ISBN 3-7193-1220-8.
- Die Landstraße. Erzählungen. Mit einem Nachwort von Peter Hamm. Nagel & Kimche, Zürich 2007, ISBN 3-312-00401-2.
- Girgel und Lisette. Fragment eines unveröffentlichten Hirtenromans. In: JUNI. Magazin für Literatur und Kultur, Heft Nr. 51/52, Bielefeld 2016, ISBN 978-3-8498-1157-0, S. 195–219.

### Briefwechsel
- Rainer Maria Rilke: Briefwechsel mit Regina Ullmann und Ellen Delp. Hrsg. Walter Simon. Insel, Frankfurt am Main 1987.

## Würdigungen
In München ist die Regina-Ullmann-Straße nach ihr benannt, ebenso in Feldkirchen bei München die gleichnamige Straße.

## Nachlass
Der schriftliche Nachlass von Regina Ullmann ist in zwei Teilen erhalten. Der Hauptnachlass wird im Literaturarchiv der Monacensia in München bewahrt. Ein weiterer Sammlungsbestand und die Nachlassbibliothek befinden sich in der Kantonsbibliothek Vadiana St. Gallen.